# Thyrinula eucalyptina
Thyrinula eucalyptina är en svampart som beskrevs av Petr. & Syd. 1924. Thyrinula eucalyptina ingår i släktet Thyrinula och familjen Asterinaceae.   Inga underarter finns listade i Catalogue of Life.